# Héraðsflói
Héraðsflói  (in lingua islandese: Baia della contea) è una baia situata nel settore nordorientale dell'Islanda.

## Descrizione
Héraðsflói è un'ampia baia situata nella regione dell'Austurland.
La baia, che si apre verso nord-est, non penetra molto nella costa ed è chiusa a nord-ovest e sud-est da una serie di rilievi montuosi, tra cui la catena montuosa Fagradalsfjöll a nordovest con il vulcano Kollamúli, le cui pendici sono costituite da rocce di riolite in diverse colorazioni. A sud-est si innalza il Dyrfjöll (monte della porta) alto 1136 metri, che ha la struttura di montagna alpina. Il nome del monte deriva da un'enorme rientranza al centro, creata da una frana preistorica, che gli conferisce una forma ben riconoscibile.
La parte centrale della baia è costituita da una striscia sabbiosa lunga 25 km e chiamata Héraðssandur. Qui sfociano i fiumi Jökulsá á Brú e Lagarfljót. A ovest la baia è delimitata dal promontorio di Suðurnes che la separa dal fiordo Vopnafjörður.
Una fonte di reddito in questa baia è il legname galleggiante.

## Insediamenti
Nella baia non ci sono insediamenti significativi. Per trovare centri abitati importanti occorre oltrepassare le montagne che contornano la baia.
Il villaggio di Vopnafjörður è situato a nord-ovest mentre Borgarfjörður nel fiordo Borgarfjörður eystri si trova a sud-est del monte Dyrfjöll.

## Idrografia
Nella baia vanno a sfociare i fiumi Jökulsá á Brú e Lagarfljót, che confluiscono poco prima della foce. Sul Jökulsá á Brú è stata costruita una diga a Kárahnjúkar.

## Vie di comunicazione
Il fiordo è raggiungibile tramite la strada S85 Norðausturvegur, che si dirama dalla Hringvegur, la grande strada statale ad anello che contorna l'intera isola.